# Letecká základna Grand Forks
Letecká základna Grand Forks (anglicky Grand Forks Air Force Base; kód IATA je RDR, kód ICAO KRDR, kód FAA LID RDR) je vojenská letecká základna letectva Spojených států amerických nacházející se 26 kilometrů západně od města Grand Forks ve státě Severní Dakota. Je domovskou základnou 319. křídla týlové služby letištní základny (319th Air Base Wing; 319 ABW), které je podřízeno Velitelství vzdušné přepravy (Air Mobility Command). Jeho hlavním úkolem je poskytovat tankování za letu prostřednictvím tankovacích letounů Boeing KC-135 Stratotanker.